# خوخ جاكمونتي
خوخ جاكمونتي (الاسم العلمي:Prunus jacquemontii) هو نوع من النباتات يتبع جنس الخوخ من الفصيلة الوردية.